# Igreja Presbiteriana em Singapura
A Igreja Presbiteriana em Singapura (IPS) - em mandarim 新加坡长老大会 - é uma denominação reformada presbiteriana, formada em Singapura em 1975, como resultado da dissolução da Igreja Presbiteriana na Malásia e Singapura depois da independência de Singapura.

## História
Em 1829, o Rev. Benjamin Keasberry foi enviado pela Sociedade Missionária de Londres para Malásia e Singapura para plantar igrejas. Em 1881 foi formalmente organizada a Igreja Presbiteriana na Malásia e Singapura (IPMS). A partir do crescimento do número de igrejas, foi organizado o sínodo da denominação em 1901.
Em 1965, Singapura tornou-se independente da Malásia. Sendo assim, em 1975, a a IPMS foi dissolvida, dando origem à Igreja Presbiteriana na Malásia e à Igreja Presbiteriana em Singapura (IPS).
A partir do seu crescimento, em 2020, a denominação era formada por 37 igrejas e 21.000 membros.

## Doutrina
A IPS subscreve a Confissão de Fé de Westminster e o Credo dos Apóstolos.

## Relações Intereclesiásticas
A denominação é parte do Conselho de Igrejas de Singapura, Comunhão Mundial das Igrejas Reformadas e Conselho Mundial Para Missão.